# Андора на Зимским олимпијским играма 1988.
Андори је ово било четврто учешће на Зимским олимпијским играма. Делегацију Андоре, на Зимским олимпијским играма 1988 у Калгарију представљало је четворо спортиста који су учествовали у алпском скијању.  На овим играма Андору су први пут представљале и две такмичарке. Спортисти Андоре нису освојили ниједну медаљу.
На свачаном отварању заставу Андоре носила је Клодин Росел. 

## Учесници по спортовима
| Спорт          | Мушкарци | Жене | Укупно |
| -------------- | -------- | ---- | ------ |
| Алпско скијање | 2        | 2    | 4      |
| Укупно(1)      | 2        | 2    | 4      |

## Алпско скијање

### Мушкарци
| Такмичар      | Дисциплина      | Резултати       | Резултати       | Резултати       | Резултати       | Пласман/учес. (укуп.) |              |
| Такмичар      | Дисциплина      | 1. трка         | 2. трка         | Укупно          | Заостатак       | Пласман/учес. (укуп.) |              |
| ------------- | --------------- | --------------- | --------------- | --------------- | --------------- | --------------------- | ------------ |
| Nahum Orobitg | Супервелеслалом |                 |                 | 1:53,22         | 13,56           | 38 / 57 (94)          |              |
| Gerard Escoda | Супервелеслалом |                 |                 | Није завршио    | Није завршио    | Није завршио          | Није завршио |
| Gerard Escoda | Велеслалом      | Дисквалификован | Дисквалификован | Дисквалификован | Дисквалификован | Дисквалификован       |              |
| Gerard Escoda | Слалом          | Није завршио    | Није завршио    | Није завршио    | Није завршио    | Није завршио          |              |

### Жене
| Такмичарка   | Дисциплина      | Резултати    | Резултати     | Резултати     | Резултати     | Пласман/учес. (укуп.) |
| Такмичарка   | Дисциплина      | 1. трка      | 2. трка       | Укупно        | Заостатак     | Пласман/учес. (укуп.) |
| ------------ | --------------- | ------------ | ------------- | ------------- | ------------- | --------------------- |
| Клодин Росел | Супервелеслалом |              |               | 1:30.78       | 11,75         | 38 / 41 (46)          |
| Клодин Росел | Велеслалом      | 1:06,16 (36) | Није завршила | Није завршила | Није завршила | Није завршила         |
| Sandra Grau  | Супервелеслалом |              |               | 1:33,65       | 14,74         | 40 / 41 (46)          |
| Sandra Grau  | Велеслалом      | 1:10,01 (40) | 1:19,22 (26)  | 2:29,23       | 22,74         | 26 / 29 (64)          |
| Sandra Grau  | Слалом          | 1:00,09 (35) | 58,35 (23)    | 1:58,44       | 21,75         | 23 / 28 (57)          |